# 레기네 올센

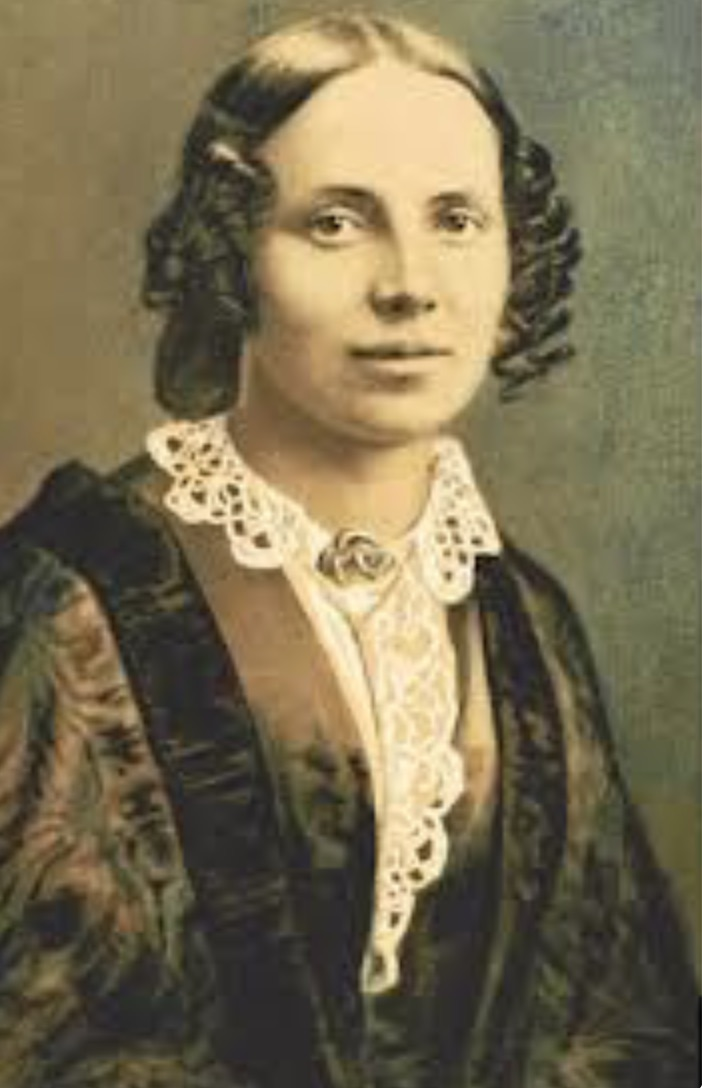
레기네 올센

레기네 슐레겔(덴마크어: Regine Schlegel, 결혼 이전의 성: 올센(Olsen), 1822년 1월 23일 - 1904년 3월 18일)은 덴마크의 여자로 1840년 9월부터 1841년 10월까지 덴마크의 철학자이자 신학자인 쇠렌 키르케고르의 약혼녀였다.
키르케고르는 자신의 행동에 매우 후회했으며 다시는 그녀를 볼 수 없었지만, 그녀는 키르케고르의 삶과 작품에 엄청난 영향을 주는 존재로 계속 남아있었다. 레기네는 파혼한 이후에 덴마크의 탁월한 공무원인 요한 프레데리크 슐레겔(Johan Frederik Schlegel)과 결혼하였다.

## 키르케고르와의 약혼
레기네는 1822년 1월 23일에 덴마크 코펜하겐의 프레데리크베르크 구역에서 태어났다. 그녀가 키르케고르를 처음 만난 것은 14살 때인 1837년 봄날이었다. 레기네는 나중에 첫 만남에서 키르케고르에게 "매우 강한 인상"을 받았다고 회상했다. 미래에 그녀의 남편이 되는 요한 프레데리크 슐레겔이 레기네의 가정교사로 일하는 동안, 키르케고르와 레기네 두 사람은 서로 상대에게 홀려 열정을 불사르게 되었다.
레기네 역시 키르케고르에게 강한 인상을 주었다. 키르케고르는 오랜 시간 그녀를 쫓아다녔고, 처음에는 친구로 지내다가 나중에 그녀에게 사랑을 고백하였다. 키르케고르가 그녀에게 자신의 사랑을 고백한 때는 1840년 9월 8일이었고, 고백을 받았을 때 그녀는 집에서 키르케고르를 위해 피아노를 연주하고 있었다. 키르케고르는 나중에 그의 일기에서 그때 그 일을 상세히 기록했다. "'오! 제가 음악을 좋아하겠습니까, 제가 원하는 것은 바로 당신입니다, 저는 2년 동안 당신을 기다렸어요.' 그녀는 침묵했다." 키르케고르는 자신의 마음을 레기네의 아버지인 코운실러 에타츠라드 올센에게 즉시 설명했다. 그녀의 아버지는 키르케고르를 축복해주었고, 두 사람은 결혼을 약속하게 되었다.
그러나 키르케고르는 곧 자신이 남편이 될만한 능력이 있는지 의심하기 시작했다. 그는 해를 넘기도록 일에 몰두했다. 그는 신학생으로서 공부하기 시작했고, 그의 첫 번째 설교를 했으며, 학위논문을 썼다. 레기네는 키르케고르가 자신을 만나지 않으려고 표면상 바쁘게 일에 몰두하는 것을 느꼈다. 그들은 많은 양의 서신을 교환했다. 키르케고르가 그녀에게 쓴 편지는 남았지만, 레기네가 키르케고르에게 보낸 편지는 불태워진 것으로 보인다. 1841년 8월 11일에 키르케고르는 파혼을 했다. 그는 레기네에게 약혼반지와 함께 이별의 편지를 보냈다. 레기네는 가슴이 찢어질듯 아팠고, 편지를 읽은 즉시 키르케고르의 집으로 달려갔으나, 그는 거기에 없었다. 그녀는 그에게 자신을 떠나지 말아달라는 쪽지를 남기고 돌아서야했다.
키르케고르는 레기네를 진정으로 사랑한 것 같다. 그러나 그는 결혼 생활과 자신이 지닌 작가로서의 소명, 그의 열정적이고 자기반성적인 기독교를 조화시킬 수 없었던 것이다. 레기네는 키르케고르가 자신을 떠난 것에 심장이 산산조각나는 듯한 충격에 빠졌고, 도무지 키르케고르의 파혼 요구를 수용할 수 없었다. 그래서 그녀는 키르케고르가 자신을 돌보아주지 않으면 자살하겠다고 위협했다. 키르케고르는 자신이 그녀를 전혀 돌보지 않았고 그래서 레기네가 혼인 약속을 깬 것처럼 보이게 하여, 그러한 위협을 중지시키려고 하였다. 나중에 그는 이런 글을 썼다. "그 당시 나는 나를 위해서가 아니라 그녀를 돕기 위해서, 할 수 있는 한 최고의 모험을 감행하려고 했다. 그녀의 자존심을 다시 세워 주기 위하여, 나는 일종의 속임수로 나에게서 그녀를 떠나게 할 수 있는 것이라면 무슨 일이든 했다." 그는 자신이 더 이상 그녀를 사랑하지 않는다는 것을 보여주기 위해서 그녀에게 차갑고 계산된 편지를 보냈다. 하지만 레기네는 두 사람이 예전처럼 함께 하게 될 것이라는 희망을 버리지 않았고, 그에게 자신을 돌보아 달라고 몹시 애원하였다. 1841년 10월 11일에, 키르케고르는 그녀를 만났고, 그녀 앞에서 직접 다시 약혼을 파기한다고 선언하였다. 레기네의 아버지는 키르케고르에게 레기네가 얼마나 마음이 상했는지를 얘기하며 파혼에 대해 다시 생각해보라고 설득했다. 그녀의 아버지는 이렇게 말했다. "이런 행동은 내 딸을 죽게 할 걸세. 그 아이는 지금 완전히 절망에 빠졌거든." 키르케고르는 다음날 그녀에게 다시 가서 말했다. 그녀가 자신과 결혼할 것이냐고 묻자, 그는 얼음장 같이 차가운 얼굴로 다음과 같은 말을 내뱉었다. "음, 그래, 한 십년 동안만 할 거야, 십 년이 지나면 나는 부글부글 끓는 상태가 될 것이고, 나는 나를 젊게 만들 더 어리고 건강한 여자가 필요하겠지." 사실 키르케고르는 그럴 생각이 없었지만, 결국 그는 독신 미혼남으로 여생을 보냈다.
레기네는 그녀가 없어서 자신의 침대를 눈물로 적시며 밤을 지새운다고 말했던 키르케고르와의 모든 연애 사건 때문에 정신줄을 놓아버릴 지경이 되었다. 이 약혼 이야기는 코펜하겐 사람들이 모여서 나누는 뒷말의 주요 소재가 되었다. 레기네의 가족은 키르케고르의 이해할 수 없는 행동에 혼란을 겪었고, 소문대로 키르케고르가 계획적으로 레기네에게 접근했다가 그녀를 버린 것 아니냐고 화를 냈다. 키르케고르는 나중에 레기네에게 그의 행동을 용서해달라고 간청했다. 유명한 편지에서 그는 이렇게 썼다. "무엇보다, 이렇게 쓴 사람을 잊어주십시오. 무엇을 하든지 간에 여자를 행복하게 하지 못한 사람을 용서하십시오."

## 참고 서적
- 가르프(Garff), 요아킴(Joakim) (2000). 《SAK》 (덴마크어). Gads Forlag. ISBN 87-12-02243-8.
- 가르프(Garff), 요아킴(Joakim) (2005). 《쇠렌 키르케고르:전기(Søren Kierkegaard: A Biography)》. Princeton University Press. ISBN 0-691-09165-X.
- 키르케고르(Kierkegaard), 쇠렌(Søren); tr. Hannay (1996). 《글과 일기: 선집 (Papers and Journals: A Selection)》. Penguin Classics. ISBN 0-14-044589-7.
- 키름스(Kirmmse), 브루스(Bruce H.) (1996). 《만남-키르케고르:당대에 같이 산 사람들이 본 그의 삶(Encounters with Kierkegaard: A Life as Seen by his Contemporaries)》. Princeton University Press. ISBN 0-691-01106-0.
- 튀바드(Tudvad), 피터(Peter) (2004). 《Kierkegaards København》 (덴마크어). Politikens Forlag. ISBN 87-567-6533-9.